# Sławomir Kruszkowski
Sławomir Kruszkowski (* 14. Oktober 1975 in Toruń, Polen) ist ein ehemaliger polnischer Ruderer.

## Karriere
Kruszkowski begann mit dem Rudersport im Jahr 1990. Im Alter von 18 Jahren startete er erstmals bei internationalen Titelwettkämpfen, als er in Norwegen bei den Junioren-Weltmeisterschaften im Zweier mit Steuermann teilnahm und Platz 7 belegte. Danach durchlief er den Nachwuchsbereich der Erwachsenenklasse und nahm 1994, 1996 und 1997 am Nations Cup, den damals inoffiziellen U23-Weltmeisterschaften teil und gewann zwei Silbermedaillen.
In der Saison 1998 fand Kruszkowski Anschluss in der offenen Altersklasse. Er startete im Vierer mit Steuermann bei den Weltmeisterschaften in Köln, belegte dabei Platz 7. In der Folgesaison wechselte er in den Skullbereich und wurde Stammkraft im Doppelvierer. Bei den Weltmeisterschaften 1999 ruderte er auf Platz 11 in dieser Bootsklasse, bei den Olympischen Sommerspielen in Sydney zusammen mit Karol Łazar, Adam Bronikowski und Michał Wojciechowski immerhin auf den achten Rang.
In der Zeit nach Sydney setzte Kruszkowski seine Karriere im Doppelvierer fort. Bei den Weltmeisterschaften 2001 erreichte die teilweise neuformierte Mannschaft bereits das A-Finale, danach schloss sie mit der Silbermedaille bei den Weltmeisterschaften 2002 und der Bronzemedaille im vorolympischen Jahr 2003 zur Weltspitze auf. In unveränderter Besetzung mit Adam Bronikowski, Marek Kolbowicz, Sławomir Kruszkowski und Adam Korol ging der polnische Doppelvierer auch bei den Olympischen Sommerspielen 2004 an den Start, wo er mit einem Abstand von lediglich 0,07 s auf den Bronzerang Platz 4 belegte.
Kruszkowski wechselte im neuen Olympiazyklus in den Riemenbereich und qualifizierte sich für den Achter. Dieser konnte sich in den vier Jahren vor den Spielen von Peking regelmäßig im A-Finale der Weltmeisterschaften platzieren. Bei den Weltmeisterschaften 2005 in Japan wurde Platz 5 belegt, im Folgejahr bei der Ruder-WM in Eton Platz 6. In München 2007 folgte ein weiterer fünfter Platz und mit der Silbermedaille bei den wiedereingeführten Europameisterschaften im heimischen Posen gelang Kruszkowski und dem polnischen Achter die erste Podestplatzierung. Die Qualifikation zu den Olympischen Sommerspielen 2008 in Peking gelang ebenfalls. In der Besetzung Sebastian Kosiorek, Michał Stawowski, Patryk Brzeziński, Sławomir Kruszkowski, Wojciech Gutorski, Marcin Brzeziński, Rafał Hejmej, Schlagmann Mikołaj Burda und Steuermann Daniel Trojanowski erreichte das polnische Team das Finale und belegte dort Platz 5.
Das Großboot wurde in den darauf folgenden Jahren einem personellen Umbruch unterzogen, bei dem jüngere Ruderer in der Mannschaft Platz fanden. Kruszkowski konnte 2009 jedoch zunächst einen Platz im Achter halten und bei den Weltmeisterschaften im heimischen Posen Platz vier belegen. In der Folgesaison wurde er jedoch nach drei Teilnahmen am Ruder-Weltcup nicht mehr für internationale Titelkämpfe berücksichtigt, so dass er seine Karriere beendete.
Kruszkowski startete für den Verein AZS Toruń. Bei einer Körperhöhe von 1,98 m betrug sein Wettkampfgewicht rund 101 kg.